# Sant Jordi de Sant Llorenç de la Muga
Sant Jordi de Sant Llorenç de la Muga és una església romànica de Sant Llorenç de la Muga (Alt Empordà) protegida com a Bé Cultural d'Interès Local.

## Descripció
L'ermita de Sant Jordi es troba al nord est de Sant Llorenç, a dalt d'un turonet. És una ermita d'una nau amb absis semicircular. Al frontis hi ha la porta d'arc de punt rodó, adovellada, i una finestra d'un sol vessant, rectangular. Al cim un campanar de cadireta de dues pilastres, sense arc. Als mus laterals de la nau no hi ha obertures. A l'absishi ha una finestra rectangular d'obertura a l'interior, ara tapiada, que no és situada al centre sinó a la meitat meridional. La coberta és de lloses i la volta de la nau és apuntada.